# Lubovo (Danilovgrad)
Pour les articles homonymes, voir Lubovo.
Lubovo (en serbe cyrillique : Лубово) est un village du centre du Monténégro, dans la municipalité de Danilovgrad. Au rencensement de 2003, il ne comptait plus aucun habitant.

## Démographie

### Évolution historique de la population
| 1948 | 1953 | 1961 | 1971 | 1981 | 1991 | 2003 |
| ---- | ---- | ---- | ---- | ---- | ---- | ---- |
| 134  | 124  | 106  | 53   | 36   | 37   | 0    |